# Bots (EDI-software)
Bots is een vrije EDI-vertaler geschreven in Python, toegankelijk via een webbrowser. Bots is vrij beschikbaar onder de GPL. Het programma werkt onder Windows, Linux en Unix. Bots 2.0 bracht een volledig herschreven grafische gebruikersomgeving met zich mee, alsook het nieuwe webframework Django.

## Kenmerken
- Instelbaar naar de wensen en eisen van de gebruiker.
- Flexibel door middel van scripting.
- Conversie tussen vele bestandsformaten.
- Plug-ins voor eenvoudige configuratie van EDI en voorbeelden.
- Conversie naar printformaat ('EDI-fax').
- Conversie van codes, b.v.EAN/UCC-codes ←→ interne code. Codes worden onderhouden in gebruikersinterface.
- E-mail-rapportage bij foutmeldingen.
- Ondersteuning voor Unicode.

## Ondersteunde dataformaten
- EDIFACT
- XML
- X12
- Tradacoms
- Fixed records/flat file/ASCII
- CSV
- SAP idocs
- GS1 EANCOM
- JSON

## Ondersteunde communicatie
- SMTP (incl TLS, SSL)
- POP3 (incl TLS, SSL)
- Value-added network: X400, ipmail, InterCommit, Sterling Commerce
- FTP
- XML-RPC
- Bestandssysteem
- Database-connector (directe communicatie van/naar database)
- Externe communicatiemodules
- Eigen communicatiemodule met behulp van scripting in Python